# Burak Karan
Burak Karan (Wuppertal, 11 de setembro de 1987, A'zāz, 13 de outubro de 2013)  foi um futebolista alemão.

## Carreira
Nascido na Alemanha, mas com família de origem turca, Karan passou pelas categorias de base do Bayer Leverkusen e do Hertha Berlim e atuou nas seleções juvenis da Alemanha, ao lado de jogadores como Sami Khedira e Kevin-Prince Boateng. Fez cinco jogos pelos sub-16 e dois pelos sub-17 da Alemanha. A nível de clubes envergou as camisolas do Hamburgo, Hannover e Alemannia Aachen.
Ele abandonou a carreira em 2008, aos 21 anos, para se dedicar à religião e aos serviços militares. 
| “ | "Burak me disse que o dinheiro e sua carreira não eram importantes para ele e em vez disso, começou a buscar continuamente vídeos na Internet sobre zonas em guerra." | ” |

## Ligações com o terrorismo
Segundo fontes dos serviços de segurança alemães, o ex-jogador foi investigado pelas suas ligações a islamitas e por "apoio a organizações terroristas estrangeiras", mas nunca foi formalmente acusado.

## Morte
Burak, que lutava contra o regime de Bashar Al-Assad, morreu no final de mês de outubro durante um conflito na Síria. A última imagem conhecida do ex-futebolista apareceu no serviço de partilha de vídeos Youtube, num vídeo divulgado no dia 21 de outubro de 2013 em que Burak Karan surge empunhando uma espingarda automática Kalashnikov.